# Александрина Найденова
Александрина Найденова (болг. Александрина Найденова; нар. 29 лютого 1992) — колишня болгарська професійна тенісистка.
Здобула десять одиночних та чотирнадцять парних титулів туру ITF.
Найвищу одиночну позицію світового рейтингу — 218 місце досягла 9 вересня 2019, парну — 95 місце — 25 вересня 2017 року.
2019 року була звинувачена в участі в договірних матчах і 2020 року довічно відсторонена від професійного тенісу за звинуваченнями стосовно 12 випадків домовленостей в турі  WTA і турі ITF Накладено також штраф US$150,000.

## Фінали WTA 125K series

### Парний розряд: 1 (1 поразка)
| Результат | W–L | Дата | Турнір             | Покриття | Партнер        | Опоненти                     | Рахунок  |
| --------- | --- | ---- | ------------------ | -------- | -------------- | ---------------------------- | -------- |
| Поразка   | 0–1 | 2017 | Bol Open, Хорватія | Ґрунт    | Ліна Джорческа | Чжуан Цзяжун Рената Ворачова | 4–6, 2–6 |

## Фінали ITF

### Одиночний розряд: 20 (10 титулів, 10 поразок)
| Легенда          |
| ---------------- |
| Турніри $100,000 |
| Турніри $80,000  |
| Турніри $60,000  |
| Турніри $25,000  |
| Турніри $15,000  |
| Турніри $10,000  |

| Фінали за покриттям |
| ------------------- |
| Тверде (4–5)        |
| Ґрунт (6–5)         |
| Трава (0–0)         |
| Килим (0–0)         |

| Результат | W–L   | Дата     | Турнір                         | Рівень | Покриття   | Опонент             | Рахунок       |
| --------- | ----- | -------- | ------------------------------ | ------ | ---------- | ------------------- | ------------- |
| Перемога  | 1–0   | Вер 2008 | ITF Bogotá, Колумбія           | 10,000 | Ґрунт (i)  | Вікі Нуньєс Фуентес | 6–4, 7–6(7–2) |
| Поразка   | 1–1   | Чер 2009 | ITF Melilla, Іспанія           | 10,000 | Тверде     | Giulia Gasparri     | 5–7, 4–6      |
| Перемога  | 2–1   | Січ 2011 | ITF Bucaramanga, Колумбія      | 10,000 | Ґрунт      | Юліана Лісарасо     | 6–1, 6–2      |
| Перемога  | 3–1   | Бер 2011 | ITF Concepción, Чилі           | 10,000 | Ґрунт      | Андреа Бенітес      | 1–6, 6–4, 6–4 |
| Перемога  | 4–1   | Бер 2011 | ITF Rancagua, Чилі             | 10,000 | Ґрунт      | Каталіна Пелла      | 3–6, 6–2, 6–2 |
| Поразка   | 4–2   | Чер 2011 | ITF Izmir, Туреччина           | 10,000 | Ґрунт      | Єлизавета Янчук     | 5–7, 1–6      |
| Поразка   | 4–3   | Лип 2011 | ITF Izmir, Туреччина           | 10,000 | Ґрунт      | Agnese Zucchini     | 5–7, 3–6      |
| Перемога  | 5–3   | Лип 2011 | ITF Izmir, Туреччина           | 10,000 | Ґрунт      | Daria Mishina       | 6–4, 6–3      |
| Поразка   | 5–4   | Лип 2011 | ITF Izmir, Туреччина           | 10,000 | Ґрунт      | Ана Богдан          | 1–6, 2–6      |
| Поразка   | 5–5   | Кві 2012 | ITF Манама, Бахрейн            | 10,000 | Тверде     | Lou Brouleau        | 5–7, 1–6      |
| Перемога  | 6–5   | Вер 2012 | ITF Мадрид, Іспанія            | 10,000 | Ґрунт      | Жад Сувріжн         | 6–0, 6–4      |
| Поразка   | 6–6   | Січ 2013 | ITF Sharm El Sheikh, Єгипет    | 10,000 | Тверде     | Маяр Шеріф          | 2–6, 6–2, 1–6 |
| Перемога  | 7–6   | Січ 2015 | ITF Sharm El Sheikh, Єгипет    | 10,000 | Тверде     | Пія Кеніг           | 6–3, 6–4      |
| Поразка   | 7–7   | Кві 2015 | ITF León, Мексика              | 15,000 | Тверде     | Даніелль Лао        | 6–3, 3–6, 5–7 |
| Поразка   | 7–8   | Лип 2016 | ITF Campos do Jordão, Бразилія | 25,000 | Тверде     | Даніела Сегель      | 5–7, 6–4, 5–7 |
| Поразка   | 7–9   | Вер 2018 | ITF Marbella, Іспанія          | 15,000 | Ґрунт      | Gabriela Talabă     | 2–6, 2–6      |
| Перемога  | 8–9   | Вер 2018 | ITF Сеута, Іспанія             | 15,000 | Тверде     | Lucía Cortez Llorca | 6–1, 4–6, 6–1 |
| Перемога  | 9–9   | Лип 2019 | ITF Qujing, КНР                | 25,000 | Тверде (i) | Yang Yidi           | 7–5, 6–3      |
| Перемога  | 10–9  | Сер 2019 | ITF Гуйян, КНР                 | 25,000 | Тверде     | Чан Су Джон         | 6–4, 6–2      |
| Поразка   | 10–10 | Вер 2019 | ITF Changsha, КНР              | 60,000 | Ґрунт      | Ніна Стоянович      | 1–6, 1–6      |

### Парний розряд 31 (14 титулів, 17 поразок)
| Легенда                 |
| ----------------------- |
| Турніри $100,000        |
| Турніри $80,000         |
| $50,000/Турніри $60,000 |
| Турніри $25,000         |
| Турніри $15,000         |
| Турніри $10,000         |

| Фінали за покриттям |
| ------------------- |
| Тверде (5–6)        |
| Ґрунт (8–10)        |
| Трава (1–1)         |
| Килим (0–0)         |

| Результат | W–L   | Дата     | Турнір                        | Рівень | Покриття  | Партнер                | Опоненти                                   | Рахунок               |
| --------- | ----- | -------- | ----------------------------- | ------ | --------- | ---------------------- | ------------------------------------------ | --------------------- |
| Поразка   | 0–1   | Тра 2008 | ITF Buenos Aires, Аргентина   | 10,000 | Ґрунт     | Nathália Rossi         | Carla Beltrami Guillermina Zukerman        | 5–7, 2–6              |
| Поразка   | 0–2   | Вер 2008 | ITF Bogotá, Колумбія          | 10,000 | Ґрунт (i) | Юліана Лісарасо        | Вікі Нуньєс Фуентес Paula Robles-García    | 3–6, 4–6              |
| Поразка   | 0–3   | Гру 2008 | ITF Fortaleza, Бразилія       | 10,000 | Тверде    | Nathália Rossi         | Natalia Guitler Карла Тіене                | 6–7(5–7), 1–6         |
| Поразка   | 0–4   | Чер 2011 | ITF Izmir, Туреччина          | 10,000 | Ґрунт     | Анна Кароліна Шмідлова | Tatiana Kotelnikova Євгенія Пашкова        | 4–6, 0–6              |
| Поразка   | 0–5   | Жов 2011 | ITF Lagos, Нігерія            | 25,000 | Тверде    | Тадея Маєрич           | Ніна Братчикова Мелані Клаффнер            | 5–7, 7–5, [6–10]      |
| Поразка   | 0–6   | Лис 2011 | ITF Benicarló, Іспанія        | 25,000 | Ґрунт     | Катерина Лопес         | Інес Феррер Суарес Рішель Гогеркамп        | 6–7(6–8), 4–6         |
| Поразка   | 0–7   | Тра 2012 | ITF Brasília, Бразилія        | 25,000 | Ґрунт     | Алізе Лім              | Габріела Пас Марія Фернанда Альварес Теран | 2–6, 4–6              |
| Поразка   | 0–8   | Вер 2012 | ITF Mont-de-Marsan, Франція   | 25,000 | Ґрунт     | Тельяна Перейра        | Тімеа Бачинскі Міхаела Бузернеску          | 4–6, 1–6              |
| Поразка   | 0–9   | Вер 2012 | ITF Saint-Malo, Франція       | 25,000 | Ґрунт     | Тельяна Перейра        | Пемра Озген Альона Сотникова               | 4–6, 6–7(6–8)         |
| Перемога  | 1–9   | Вер 2012 | ITF Мадрид, Іспанія           | 10,000 | Ґрунт     | Малу Ейдесгаард        | Татьяна Буа Yvonne Cavallé Reimers         | 5–7, 6–3, [10–3]      |
| Поразка   | 1–10  | Жов 2012 | ITF Seville, Іспанія          | 25,000 | Ґрунт     | Тельяна Перейра        | Paula Kania-Choduń Катажина Пітер          | 7–5, 4–6, [6–10]      |
| Поразка   | 1–11  | Лют 2013 | ITF Sharm El Sheikh, Єгипет   | 10,000 | Тверде    | Катерина Яшина         | Катажина Кава Наталія Колат                | 1–6, 4–6              |
| Поразка   | 1–12  | Кві 2013 | ITF Istanbul, Туреччина       | 50,000 | Тверде    | Башак Ерайдин          | Катерина Бичкова Надія Кіченок             | 6–3, 2–6, [5–10]      |
| Перемога  | 2–12  | Бер 2014 | ITF Port Pirie, Австралія     | 15,000 | Тверде    | Джессіка Мор           | Іноуе Міябі Кувата Хірото                  | 6–4, 6–3              |
| Поразка   | 2–13  | Бер 2014 | ITF Mildura, Австралія        | 15,000 | Трава     | Jessica Moore          | Чан Су Джон Lee So-ra                      | 1–6, 6–1, [4–10]      |
| Перемога  | 3–13  | Кві 2014 | ITF Glen Iris, Австралія      | 15,000 | Ґрунт     | Jessica Moore          | Теммі Петтерсон Еллен Перес                | 6–4, 6–2              |
| Перемога  | 4–13  | Кві 2014 | ITF Melbourne, Австралія      | 15,000 | Ґрунт     | Jessica Moore          | Като Мію Танака Юкі                        | 7–5, 6–7(5–7), [10–7] |
| Поразка   | 4–14  | Вер 2014 | ITF Batumi, Грузія            | 25,000 | Тверде    | Валерія Страхова       | Ан-Софі Месташ Сандра Заневська            | 1–6, 1–6              |
| Поразка   | 4–15  | Сер 2015 | ITF Wanfercee-Baulet, Бельгія | 15,000 | Ґрунт     | Elyne Boeykens         | Квірін Лемуан Ева Ваканно                  | 6–2, 2–6, [6–10]      |
| Перемога  | 5–15  | Жов 2015 | ITF Bucaramanga, Колумбія     | 25,000 | Ґрунт     | Даніела Сегель         | Монтсеррат Гонсалес                        | 6–2, 7–6(7–3)         |
| Перемога  | 6–15  | Лют 2016 | ITF Cuernavaca, Мексика       | 25,000 | Тверде    | Фанні Штоллар          | Єлизавета Янчук Катержина Крамперова       | 6–3, 6–2              |
| Перемога  | 7–15  | Тра 2016 | ITF Фукуока, Японія           | 50,000 | Трава     | Інді де Вроме          | Нігіна Абдураїмова Ксенія Ликіна           | 6–4, 6–1              |
| Перемога  | 8–15  | Чер 2016 | ITF Ленцергайде, Швейцарія    | 25,000 | Ґрунт     | Тадея Маєрич           | Ірина Бара Elyne Boeykens                  | 7–5, 1–6, [10–8]      |
| Перемога  | 9–15  | Лис 2016 | ITF Chenzhou, КНР             | 25,000 | Тверде    | Жаклін Како            | Ангелина Габуєва Сопія Шапатава            | 3–6, 6–4, [10–6]      |
| Перемога  | 10–15 | Лис 2016 | ITF Pune, Індія               | 25,000 | Тверде    | Ірина Хромачова        | Совджанья Бавісетті Рішика Сункара         | 6–2, 6–1              |
| Перемога  | 11–15 | Кві 2017 | ITF Chiasso, Швейцарія        | 25,000 | Ґрунт     | Ліна Джорческа         | Катержина Крамперова Розалі ван дер Гук    | 7–5, 2–6, [10–7]      |
| Поразка   | 11–16 | Тра 2017 | ITF Lleida, Іспанія           | 25,000 | Ґрунт     | Віра Лапко             | Андреа Гаміс Георгіна Гарсія Перес         | 1–6, 6–4, [8–10]      |
| Перемога  | 12–16 | Лип 2017 | ITF Getxo, Іспанія            | 25,000 | Ґрунт     | Андреа Гаміс           | Крістіна Букша Noelia Zeballos             | 6–2, 6–4              |
| Перемога  | 13–16 | Тра 2018 | ITF Баотоу, КНР               | 60,000 | Ґрунт (i) | Елісон Бай             | Наталія Костич Ніка Кухарчук               | 6–4, 0–6, [10–6]      |
| Поразка   | 13–17 | Гру 2018 | ITF Pune, Індія               | 25,000 | Тверде    | Тамара Зіданшек        | Анкіта Райна Кармен Тханді                 | 2–6, 7–6(7–5), [9–11] |
| Перемога  | 14–17 | Тра 2019 | ITF Nonthaburi, Таїланд       | 25,000 | Тверде    | Іпек Сойлу             | Харука Кадзі Одзакі Ріса                   | 6–1, 6–3              |